# Leon Blevins
Leon Gravette Blevins (Black Oak, Arkansas, 25 de junio de 1926-Phoenix, Arizona, 2 de septiembre de 1987) fue un jugador de baloncesto estadounidense que disputó una temporada en la NBA y otra más en la NPBL. Con 1,88 metros de estatura, jugaba en la posición de base.

## Trayectoria deportiva

### Universidad
Jugó durante tres temporadas con los Wildcats de la Universidad de Arizona, convirtiéndose en el primer jugador de la historia del equipo en anotar más de 400 puntos en una temporada. Promedió en total 14,4 puntos por partido, y fue elegido en 1949 y en 1950 en el mejor quinteto de la desaparecida Border Conference.

### Profesional
Fue elegido en la octogésimo primera posición del Draft de la NBA de 1950 por Indianapolis Olympians, con los que únicamente disputó dos partidos, anotando dos puntos. Acabó la temporada en los Grand Rapids Hornets de la NPBL, donde promedió 8,3 puntos por partido.

## Estadísticas de su carrera en la NBA

### Temporada regular
| Año     | Equipo       | P | %TC  | %TL  | REB | ASIS | PTS |
| ------- | ------------ | - | ---- | ---- | --- | ---- | --- |
| 1950–51 | Indianapolis | 2 | .250 | .000 | 1.0 | .5   | 1.0 |
| Total   | Total        | 2 | .250 | .000 | 1.0 | .5   | 1.0 |